# 陸前高田站
陸前高田車站（日语：／ Rikuzen-takata eki */?），位於日本岩手縣陸前高田市高田町字並杉，為東日本旅客鐵道（JR東日本）大船渡線BRT的車站，過去是大船渡線的鐵路車站。

## 車站構造
現時的站舍作為陸前高田市的復興整備事業消防防災中心與社區中心等的整備。
震災前的車站位於陸前高田市高田町字並杉18，對向式月台2面2線的地面車站，各月台以站內平交道連絡。氣仙沼站管理的業務委託站，設有綠窗口（營業時間 7時15分－17時，設有中途休息時間）與自動售票機。

### 月台配置
| 月台 | 路線      | 方向 | 目的地             |
| ---- | --------- | ---- | ------------------ |
| 1    | ■大船渡線 | 下行 | 盛方向             |
| 2    | ■大船渡線 | 上行 | 氣仙沼、一之關方向 |

## 歷史
- 1933年12月15日：設站[2]。
- 1987年4月1日：日本國鐵分割民營化後成為JR東日本的車站。
- 2011年3月11日：被東北地方太平洋近海地震所引發的海嘯沖毀[3]。當天站內值班的業務委託公司員工殉職。
- 2013年3月2日：變為BRT車站，不再以鐵路行走。
- 2018年：

- 4月1日：因陸前高田市政府的希望，陸前高田站遷移至同市新的市中心，原設立的町中陸前高田站廢止，陸前高田舊站附近新設栃澤公園站。
- 9月：站前交通廣場完工，新設BRT上下車處。

- 2020年4月1日：國土交通省核准大船渡線BRT區間的鐵路事業廢止申請，本站的鐵路車站在法律上正式廢止，而純為BRT巴士站[6][7]。

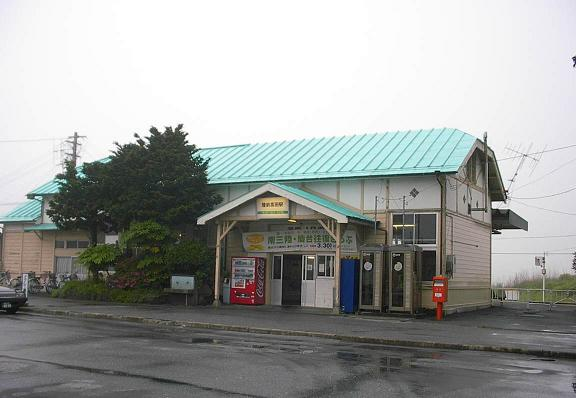
震災前的鐵路候車室
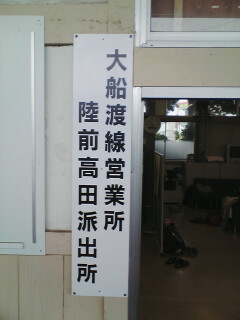
招牌
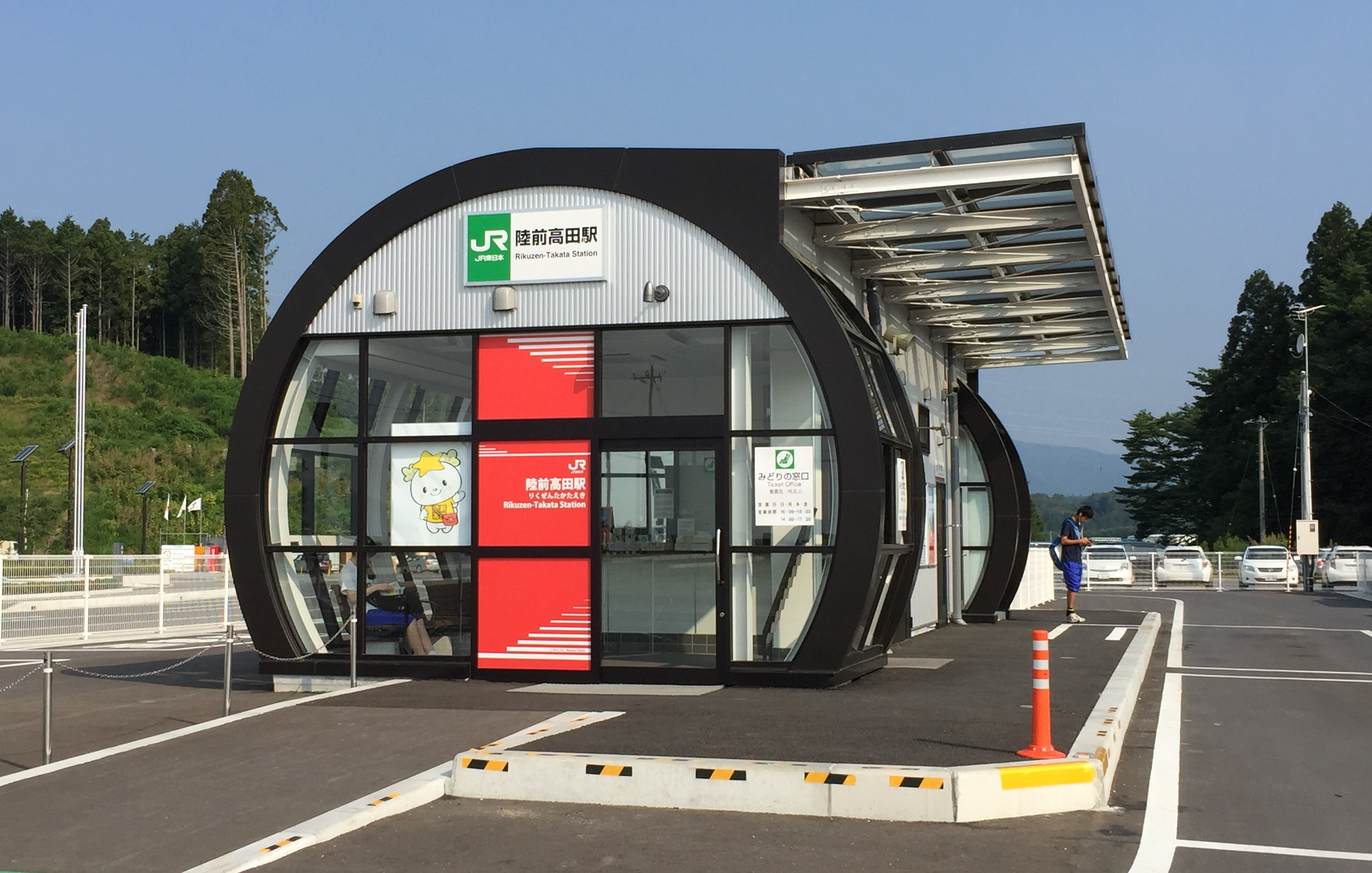
遷移到新市中心前的圓筒形舊站房

## 利用狀況
| 乘車人次變化 | 乘車人次變化     |
| 年度         | 一日平均乘車人次 |
| ------------ | ---------------- |
| 2000         | 433              |
| 2001         | 426              |
| 2002         | 390              |
| 2003         | 352              |
| 2004         | 324              |
| 2005         | 288              |
| 2006         | 287              |
| 2007         | 260              |
| 2008         | 253              |
| 2009         | 222              |

2009年的乘車旅次，1日平均222人次。乘車人次有逐漸減少的傾向。

## 車站週邊
- 岩手縣交通陸前高田車站前停留所（世田米、住田高中前方向）
- 岩手縣交通高田巴士總站
- 岩手縣立高田醫院
- 首都大酒店1000
  - 夜間高速客運陸前高田（首都大酒店1000）停靠站
- 氣仙沼信用金庫高田分店（原一關信用金庫高田分店）
- 高田松原（日本的白砂青松100選認定）
- 高田松原海水浴場
- 陸前高田市公所
- 陸前高田郵局（日本郵政陸前高田分店併設）

## 相鄰車站
東日本旅客鐵道
■大船渡線（BRT路段：氣仙沼方向）
奇蹟之一本松－陸前高田－高田高校前
■大船渡線（BRT路段：陸前矢作方向）
栃澤公園－陸前高田－高田高校前
※BRT路段鹿折唐桑－此站間與鐵路時期途經路線不同，此站－陸前矢作被視為支線。但是車費計算使用鐵路時期的路線。
■大船渡線（鐵道運用時）
竹駒－陸前高田－脇之澤

## 詮釋及參考資料
1. ↑  ＪＲ東日本　陸前高田新駅舎と新駅開業セレモニー開く[永久] 交通新聞、2015年3月18日。
2. ↑  日本《官報》第2083號「鐵道省告示第569號」，1933年12月9日：第226頁。
3. ↑  . 產業經濟新聞社. 2011年4月1日  [2011年4月7日]. （原始内容存档于2011年4月13日）.
4. ↑   (PDF) (新闻稿). 東日本旅客鉄道盛岡支社プレスリリース. 2017-10-30. （原始内容 (PDF)存档于2018-02-05）.PDF
5. ↑  岩手・陸前高田でBRT発着場の完成祝う 「街に活気戻る」と期待 （页面存档备份，存于） - 産経ニュース（2018年9月30日）
6. ↑   (PDF) (新闻稿). 東日本旅客鉄道. 2020-01-31  [2020-02-06]. （原始内容 (PDF)存档于2020-02-04） （日语）.
7. ↑   (PDF) (新闻稿). 国土交通省東北運輸局. 2020-01-29  [2020-02-06]. （原始内容 (PDF)存档于2020-01-30） （日语）.

## 外部連結
- （日語）陸前高田車站 （JR東日本） （页面存档备份，存于）